# Oconto (Nebraska)
Oconto est un village du comté de Custer, dans l'État du Nebraska, aux États-Unis. En 2020, il comptait une population de 138 habitants.